# Lingue salish

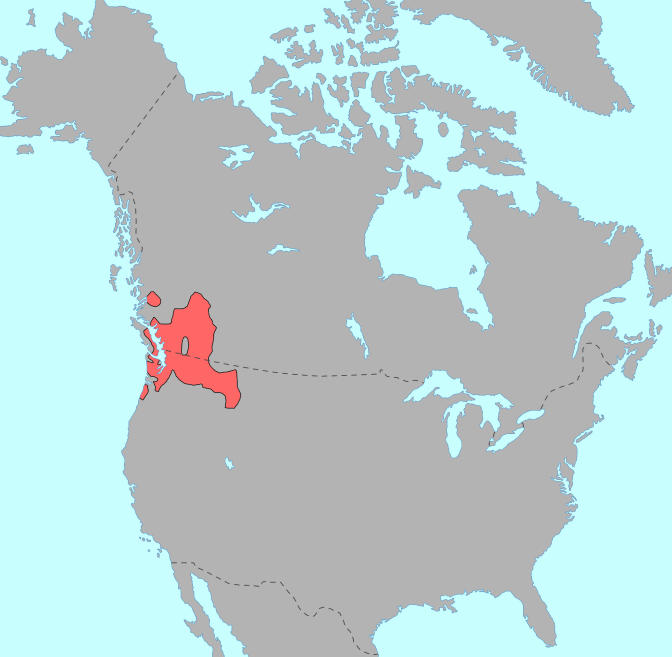
Distribuzione originaria delle Lingue Salish (in rosso).

Le lingue Salish (o Salishan) dette anche Salish della costa, sono una famiglia di lingue parlate nel nord-America, nella zona della costa del Pacifico nord-occidentale, (la provincia canadese della Columbia Britannica e gli stati di Washington, dell'Oregon, dell'Idaho e del Montana degli Stati Uniti).
Le lingue della famiglia, sono caratterizzate dall'essere agglutinanti e dall'avere stupefacenti gruppi consonantici, per esempio, nella Lingua bella coola esiste la parola xłp̓x̣ʷłtłpłłskʷc̓ che significa "Egli possedeva una pianta di Cornus canadensis", formata da tredici consonanti costrittive senza alcuna vocale.
Le lingue Salish formano un blocco geograficamente contiguo, con l'eccezione del nuxálk (o Bella Coola), della costa centrale della British Columbia e dell'estinta Lingua tillamook, della costa meridionale dell'Oregon.

## Pericolo d'estinzione
Purtroppo tutte le lingue Salish sono estinte o in via d'estinzione, con solo tre o quattro locutori rimasti in alcuni casi e qualche centinaio in quelli migliori; in pratica, tutti i locutori fluenti, o che le adoperano quotidianamente, hanno più di 60 anni, anzi, molte hanno solo locutori con più di 80 anni.

## Scrittura
Le lingue della famiglia sono generalmente scritte usando la Notazione fonetica americanista per tener conto delle diverse vocali e consonanti che non esistono nella maggior parte degli alfabeti moderni. Alcuni gruppi, come i Lillooet, hanno creato dei propri sistemi per utilizzare l'Alfabeto latino.

## Classificazione
Uno studio del 1969 ha rilevato che le "relazioni linguistiche sono più vicine tra le lingue dell'Interno, mentre ci sono più distanze tra le lingue della Costa."

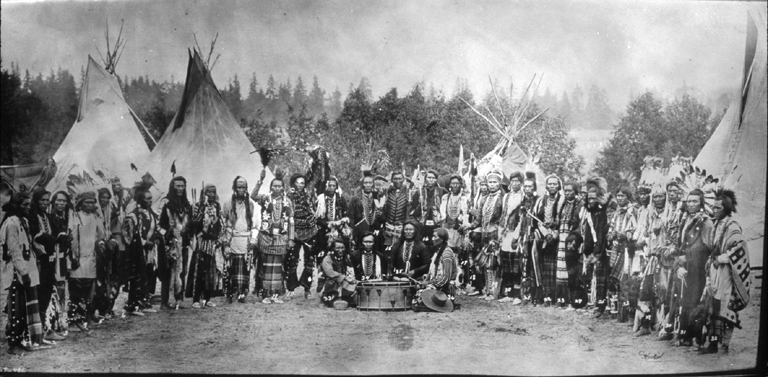
Salish vicini ai loro teepee nella Riserva Flathead (1903).

Secondo ethnologue, la famiglia Salish consiste di 26 lingue che sono elencate di seguito:
(tra parentesi tonda il numero di lingue di ogni raggruppamento o lo stato dove viene parlata la lingua)
[tra parentesi quadra il codice linguistico internazionale, della lingua]
- Lingue Salish (26)
  - Lingua bella coola [blc] (Canada)
  - Lingua tillamook [til] (USA) (†)
  - Centrali (12)
    - Lingua clallam [clm] (USA) (†)
    - Lingua comox [coo] (Canada)
    - Lingua halkomelem [hur] (Canada)
    - Lingua nooksack [nok] (USA) (†)
    - Lingua salish, straits [str] (Canada)
    - Lingua sechelt [sec] (Canada)
    - Lingua squamish [squ] (Canada)
    - Lingua twana [twa] (USA) (†)
    - Lushootseed (4)
      - Lingua lushootseed [lut] (USA)
      - Lingua salish meridionale Puget Sound [slh] (USA)
      - Lingua skagit [ska] (USA)
      - Lingua snohomish [sno] (USA)

  - Interne (8)
    - Lingua lillooet [lil] (Canada)
    - Lingua shuswap [shs] (Canada)
    - Settentrionali (1)
      - Lingua thompson [thp] (Canada)

    - Meridionali (5)
      - Lingua coeur d'alene [crd] (USA)
      - Lingua columbia-wenatchi [col] (USA)
      - Lingua okanagan [oka] (Canada)
      - Kalispel (2)
        - Lingua kalispel-pend d’oreille [fla] (USA)
        - Lingua spokane [spo] (USA)

  - Tsamosan (4)
    - Interne (2)
      - Lingua chehalis alta [cjh] (USA) (†)
      - Lingua cowlitz [cow] (USA) (†)

    - Maritime (2)
      - Lingua chehalis bassa [cea] (USA) (†)
      - Lingua quinault [qun] (USA)

(†) = Lingua estinta.

## Relazioni genetiche
Non sono state riscontrate relazioni con altre famiglie linguistiche.
Edward Sapir ha suggerito che le lingue Salish potrebbero essere messe in relazione con la famiglia delle Wakashan e con quella delle Lingue chimakuan, creando così l'ipotetica famiglia delle Lingue mosan. Questa proposta resiste soprattutto per la celebrità di Sapir: con poche prove, non sono stati compiuti progressi nella ricostruzione.

## Sintassi
Le lingue Salish sono note per la loro natura polisintetica. Una radice verbale può avere almeno un affisso, tipicamente un suffisso. Questi suffissi servono ad indicare una serie di funzioni, transitiva, causale, reciproca, riflessiva e applicativa.